# Waiag
Waiag (indonesisch Pulau Waiag, auch Wayag oder Wajag) ist die Hauptinsel der indonesischen Waiaginseln.

## Geographie
Waiag ist die größte der Waiaginseln, die zum Archipel von Raja Ampat gehören. Die Insel liegt im Nordwesten der Inselkette der Waiaginseln und ist umgeben von weiteren kleinen Inseln und Felsen.
Waiag gehört zum Distrikt (Kecamatan) Westwaigeo Festland (Waigeo Barat Daratan) im  Regierungsbezirk (Kabupaten) Raja Ampat (Provinz Papua Barat Daya). 